# Отец и сын (фильм, 2003)
«Отец и сын» — фильм режиссёра Александра Сокурова. Премьера картины состоялась 23 мая 2003 года в конкурсной программе 56-го Каннского кинофестиваля.
Вторая часть задуманной дилогии: «Мать и сын» (1997) — «Отец и сын» (2003).

## Сюжет
На верхнем этаже под самой крышей старого дома живёт маленькая семья — отец и сын.
Отец ушёл из действующей армии, покинул свой любимый лётный полк: поставил точку на военной карьере не по своей воле — так сложились обстоятельства. Он был участником боевых действий, а теперь, в начале зрелости, уволен в запас. Когда он был курсантом авиационного училища, в его жизни была первая и единственная любовь — девушка, которая стала его женой, родила ему сына. Им было тогда по двадцать лет. Жена умерла молодой. Эта любовь осталась его сокровенным неповторимым счастьем.
Сын вырос, как и отец, он, наверное, будет военным. В чертах сына отец видит постоянное напоминание о жене, он не отделяет сына от своей неизжитой любви: в этом его единение с любимой. Поэтому отец не представляет своей жизни без сына, а сын преданно и глубоко любит отца. Сыновье чувство, зародившееся ещё в детстве, с возрастом усиливается инстинктивной, не осмысляемой до конца нравственной ответственностью и подвергается испытаниям жизни. Сын наследует отцу. Их любовь почти мифологического свойства и масштаба. Так не бывает в реальности, это коллизия сказки.

## В ролях
| Актёр            | Роль                             |
| ---------------- | -------------------------------- |
| Андрей Щетинин   | отец                             |
| Алексей Неймышев | Алексей, сын                     |
| Александр Разбаш | Саша, друг сына                  |
| Фёдор Лавров     | Фёдор, сын фронтового друга отца |
| Марина Засухина  | девушка                          |

## Критика
Сокуров пошёл наперекор всей европейской традиции. Поэтому фильм «Отец и сын» оказался столь шокирующим. Это чуть ли не единственное произведение о взаимной любви отца и сына, то есть о том, что считается немыслимым и невозможным в реальности, но о чём многие мечтали. О примирении прошлого и будущего в настоящем, об отсутствии зависти отца к тому, что случится без него, и свободы сына от презрения к пустоте, в которой нас ещё не было, воплощенной в фигуре отца.— Аркадий Ипполитов

## Фестивали и премии
- МКФ «Фестиваль фестивалей» — Приз творческой поддержки имени Николая Овсянникова за лучший дебют (Алексей Неймышев)
- МКФ «Фестиваль фестивалей» — Приз творческой поддержки имени Николая Овсянникова за лучший дебют (Андрей Щетинин)
- МКФ в Каннах — Приз ФИПРЕССИ (Александр Сокуров)
- Премия «Золотой Овен» — За лучшую работу художника-постановщика (Наталия Кочергина)